# Gerard Descarrega
Gerard Descarrega Puigdevall (Reus, 2 de mayo de 1994) es un deportista español que compite en atletismo adaptado. Ganó dos medallas en los Juegos Paralímpicos de Verano, oro en Río de Janeiro 2016 y oro en Tokio 2020.
Estudia el máster en Psicología del Deporte, Ejercicio y Rendimiento Humano en la Universidad Católica San Antonio de Murcia.

## Palmarés internacional
| Juegos Paralímpicos | Juegos Paralímpicos     | Juegos Paralímpicos | Juegos Paralímpicos |
| Año                 | Lugar                   | Medalla             | Prueba              |
| ------------------- | ----------------------- | ------------------- | ------------------- |
| 2016                | Río de Janeiro (Brasil) | Medalla de oro      | 400 m T11           |
| 2020                | Tokio (Japón)           | Medalla de oro      | 400 m T11           |